# Hermaeophaga belkadavi
Hermaeophaga belkadavi – gatunek chrząszcza z rodziny stonkowatych i podrodziny Galerucinae.
Gatunek ten opisany został w 2009 roku przez Aleksandra Konstatinowa. Jego epitet gatunkowy nadano na cześć I. Belousova, I. Kabaka i G. Davidiana, którzy w 2000 roku odłowili okazy serii typowej w pobliżu wioski Bijishan.
Chrząszcz o ciele długości od 2,65 do 2,85 mm. Przedplecze i głowa czarne z jasnoniebieskawym podbarwieniem. Człony czułków do piątego żółte, a od szóstego brązowawe tak, jak wszystkie uda. Na głowie bruzda środkowoczołowa głęboka, dobrze widoczna, bruzdy oczne i nadoczne głębokie i dość szerokie. Środek przedplecza prawie bez punktów, pokrywy zaś nieregularnie punktowane. Panewki przednich bioder szeroko otwarte. W widoku bocznym edeagus prawie prosty z zakrzywionym ku grzbietowi wierzchołkiem. Samica ma spermatekę z częścią pompującą wyraźnie oddzieloną od zbiorniczka i tignum z szypułką zakrzywioną z przodu i pośrodku.
Owad znany tylko z południowego Syczuanu w Chinach.